# Marc Hennerici
Marc Hennerici (Mayen, 10 mei 1982) is een Duits autocoureur. Hij was de eerste winnaar van het independentskampioenschap van het World Touring Car Championship in 2005.

## Carrière
Hennerici nam tussen 1999 en 2001 deel aan de Formule BMW, waarbij hij in 1999 twee overwinningen boekte. In 2003 stapte hij over naar de Duitse Alfa Romeo 147 Cup en won deze. In 2004 stapte hij over naar de DMSB Produktionswagen Meisterschaft in een BMW 320i voor het team Wiechers-Sport en eindigde hier als vierde. In 2005 stapte hij over naar het WTCC voor Wiechers-Sport. Ondanks dat hij geen punten wist te scoren in het hoofdkampioenschap, won hij wel het independentskampioenschap.
In 2006 eindigde Hennerici als vijfde in de VLN Endurance. Hij neemt vaak deel aan de 24 uur van de Nürburgring. In 2008 en 2009 reed hij in de ADAC GT Masters, waar hij in 2009 tweede werd achter Christian Abt. In 2010 stapte hij over naar de FIA GT1, waar hij dat jaar als vijfde eindigde voordat hij in 2011 als zeventiende finishte. In 2012 stapte hij over naar de GT3 Pro Cup-klasse van de Blancpain Endurance Series en eindigde als derde met één overwinning. In 2013 eindigde hij als 21e in dit kampioenschap.